# Cloven Hoofed
Cloven Hoofed ist ein Film des deutsch-amerikanischen Regisseurs und Grimmepreisträgers Dietmar Post. Der Film hatte seine Weltpremiere auf dem Filmfestival in Rotterdam im Jahr 1998 und lief dort im Vorprogramm von Augen der Angst (Originaltitel: Peeping Tom). Der amerikanische Schauspieler Victor Pagan feierte seine Kinopremiere in Cloven Hoofed. Victor Pagan sollte aufgrund dieses Films später in US-TV Serien (Sex and the City, The Sopranos) und in Filmen von Steve Buscemi (Animal Factory) und Abel Ferrara ('R Xmas) mitspielen. Cloven Hoofed bedeutete auch die erste Zusammenarbeit des Regie- und Produzentenpaares Lucía Palacios und Dietmar Post.

## Inhalt
Ein einsamer Mann auf Drogenentzug verflucht seine Freundin, die mit dem Stoff auf und davon ist.

## Kritiken
“Cloven Hoofed premiered at the 27th Rotterdam International Film Festival in February 1998. In their invitation, Rotterdam programmers said the intention was to include the film in "The Cruel Machine" (together with Peeping Tom), a program which is to "do justice to some very recent disturbing, but great films." "Films that revitalize the ongoing and urgent as never before creating debates about the really dark side of the image. By no means we are looking exclusively for the hard core or the extreme but we do not want to avoid it either. We would like to follow sincere, courageous and uncompromising film-makers all the way. Maybe sometimes the films in this programme will be tough to watch, but they will deserve the effort.”
Aus der Begründung für die Einladung zum Rotterdamer Filmfestival